# Parque Nacional La Mauricie
O Parque Nacional La Mauricie está localizado nas Montanhas Laurentian na região Mauricie de Quebec. Foi fundado em 1970 e cobre uma área de 536 km². Há cerca de 150 lagos no parque e, entre os animais selvagens que nele vivem, encontramos ursos negros e alces. O nome do parque vem do Rio Saint-Maurice.